# Odell Glacier Station
Odell Glacier Station är en forskningsstation i Antarktis. Den ligger i Östantarktis. Australien gör anspråk på området. Odell Glacier Station ligger 1 641 meter över havet.
Terrängen runt Odell Glacier Station är platt norrut, men söderut är den kuperad. Trakten är obefolkad. Det finns inga samhällen i närheten. 